# Марушина
Марушина (пол. Maruszyna) — село в Польщі, у гміні Шафляри Новотарзького повіту Малопольського воєводства.
Населення — 1922 особи (2011).
У 1975-1998 роках село належало до Новосондецького воєводства.

## Демографія
Демографічна структура станом на 31 березня 2011 року:
|          | Загалом | Допрацездатний вік | Працездатний вік | Постпрацездатний вік |
| -------- | ------- | ------------------ | ---------------- | -------------------- |
| Чоловіки | 990     | 234                | 644              | 112                  |
| Жінки    | 932     | 221                | 540              | 171                  |
| Разом    | 1922    | 455                | 1184             | 283                  |